# Arruns (compagnon d'Énée)
Pour les articles homonymes, voir Arruns.
Arruns est un compagnon d'Énée et le meurtrier par traîtrise de Camille dans L'Énéide. 
Camille, reine des Volsques, a offert son aide à Turnus contre Énée. Arruns, jeune étrusque allié des Troyens, la blesse mortellement alors qu'elle charge un prêtre troyen. La déesse Diane, soucieuse de venger sa protégée, charge alors une nymphe du nom d’Opis de tuer Arruns. Celle-ci le transperce d’une flèche, le tuant instantanément.

## Sources
- Virgile, L'Énéide, Chant XI, 725-867 sur le site de l'Université de Louvain ;